# Hněvnice
Hněvnice település Csehországban, a Észak-plzeňi járásban. Hněvnice Heřmanova Huť, Stříbro, Sulislav, Kbelany és Přehýšov településekkel határos. Lakosainak száma 127 fő (2024. január 1.).

## Népesség
A település lakosságának változását az alábbi diagram mutatja:
| Lakosok száma | 356  | 362  | 292  | 164  | 112  | 94   | 112  | 125  | 114  | 127  |
|               | 1869 | 1890 | 1921 | 1950 | 1980 | 2001 | 2017 | 2019 | 2022 | 2024 |